# HD 37124 b

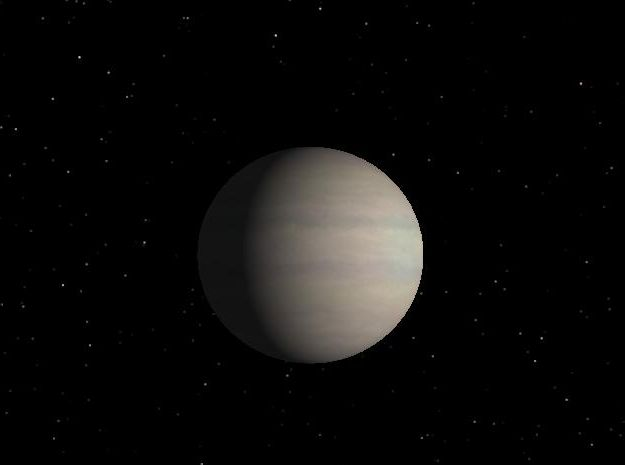

HD 37124 b는 황소자리 방향으로 지구로부터 약 108광년 떨어져 있는 외계 행성이다. 1999년 11월 14일 제프리 마시 연구진이 어머니 항성 HD 37124가 흔들리는 것으로부터 이 행성의 존재를 밝혀냈다. 항성으로부터의 거리로 미루어 보아 이 행성은 생명체 거주가능 영역 안쪽 경계를 돌고 있는데, 별로부터 받는 복사열 강도는 금성이 태양으로부터 받는 양과 비슷할 것이다. 최소 질량은 목성의 0.61배로 목성과 비슷한 가스 행성일 것이다.

## 같이 보기
- HD 37124 c
- HD 37124 d

## 참고 문헌
- (영어) Vogt;  외. (2000). “Six New Planets from the Keck Precision Velocity Survey”. 《The Astrophysical Journal》 536 (2): 902–914. doi:10.1086/308981. 2009년 4월 29일에 원본 문서에서 보존된 문서. 2009년 6월 21일에 확인함.